# Valderrobres
Valderrobres (em aragonês: Val de Robres; em catalão: Vall-de-roures) é um município da Espanha na província de Teruel, comunidade autónoma de Aragão. Tem 124 km² de área e em 2021 tinha 2 457 habitantes (densidade: 19,8 hab./km²).
O rio Matarraña divide Valderrobres em duas zonas bem diferenciadas: o Arrabal da ponte, a sul do rio, e o casco histórico, a norte, no qual se entra por uma ponte gótica.
Faz parte da rede das Aldeias mais bonitas de Espanha.

## Património
- Igreja paroquial de Santa Maria a Maior e o castelo do Arcebispo, que formam um conjunto de estilo gótico (antigamente ambos os edifícios estavam ligados);
- Casa Consistorial, de estilo maneirista.

## Demografia
| Variação demográfica do município entre 1991 e 2004 | Variação demográfica do município entre 1991 e 2004 | Variação demográfica do município entre 1991 e 2004 | Variação demográfica do município entre 1991 e 2004 |
| --------------------------------------------------- | --------------------------------------------------- | --------------------------------------------------- | --------------------------------------------------- |
| 1991                                                | 1996                                                | 2001                                                | 2004                                                |
| 1903                                                | 1935                                                | 1945                                                | 2048                                                |